# Hadrodontes minor
Hadrodontes minor är en fjärilsart som beskrevs av Storace 1948. Hadrodontes minor ingår i släktet Hadrodontes och familjen praktfjärilar. Inga underarter finns listade i Catalogue of Life.